# Лука Денікола
Лука Денікола (італ. Luca Denicolà, нар. 17 квітня 1981, Лосталло) — швейцарський футболіст, що грав на позиції захисника.
Виступав, зокрема, за клуби «Грассгоппер» та «Грассгоппер», а також молодіжну збірну Швейцарії.
Володар Кубка Ліхтенштейну.

## Клубна кар'єра
У дорослому футболі дебютував 1999 року виступами за команду «Грассгоппер», у якій провів три сезони, взявши участь у 32 матчах чемпіонату. 
Згодом з 2002 по 2003 рік грав у складі команд «Янг Бойз» та «Аарау».
Своєю грою за останню команду знову привернув увагу представників тренерського штабу клубу «Грассгоппер», до складу якого повернувся 2004 року. Цього разу відіграв за команду з Цюриха наступні три сезони своєї ігрової кар'єри.
Протягом 2007—2010 років захищав кольори клубу «Лугано».
Завершив ігрову кар'єру у команді «Вадуц», за яку виступав протягом 2010—2012 років.

## Виступи за збірну
Залучався до складу молодіжної збірної Швейцарії. На молодіжному рівні зіграв у 7 офіційних матчах.

## Титули і досягнення
- Володар Кубка Ліхтенштейну (1):

«Вадуц»: 2010-2011